# إسماعيل مترجي
إسماعيل مترجي (مواليد 1 فبراير 2000) هو لاعب كرة قدم مغربي محترف يلعب كمهاجم لنادي الوداد الرياضي.

## مسيرته مع الأندية

### الوداد
في 15 يوليو 2022 عاد إسماعيل مترجي إلى فريقه الأول الوداد.
في 10 سبتمبر 2022، استدعاه المُدرب الجديد حسين عموتة للعب في كأس السوبر الإفريقي ضد نهضة بركان.

## مسيرته الدولية
في 28 يوليو 2022، استدعاه المدرب هشام دمعي للمعسكر التدريبي مع المنتخب الوطني للمحليين، وكان في القائمة المُكوّنة من 23 لاعبا الذين سيشاركون في ألعاب التضامن الإسلامي في أغسطس 2022.

## الإنجازات

### مع الأندية
شباب المحمدية
- البطولة – القسم الثاني: 2019–20

### الإنجازات الفردية
- الأكثر صناعة للأهداف في البطولة الوطنية: 2021–22[4]